# 보완대체 의사소통

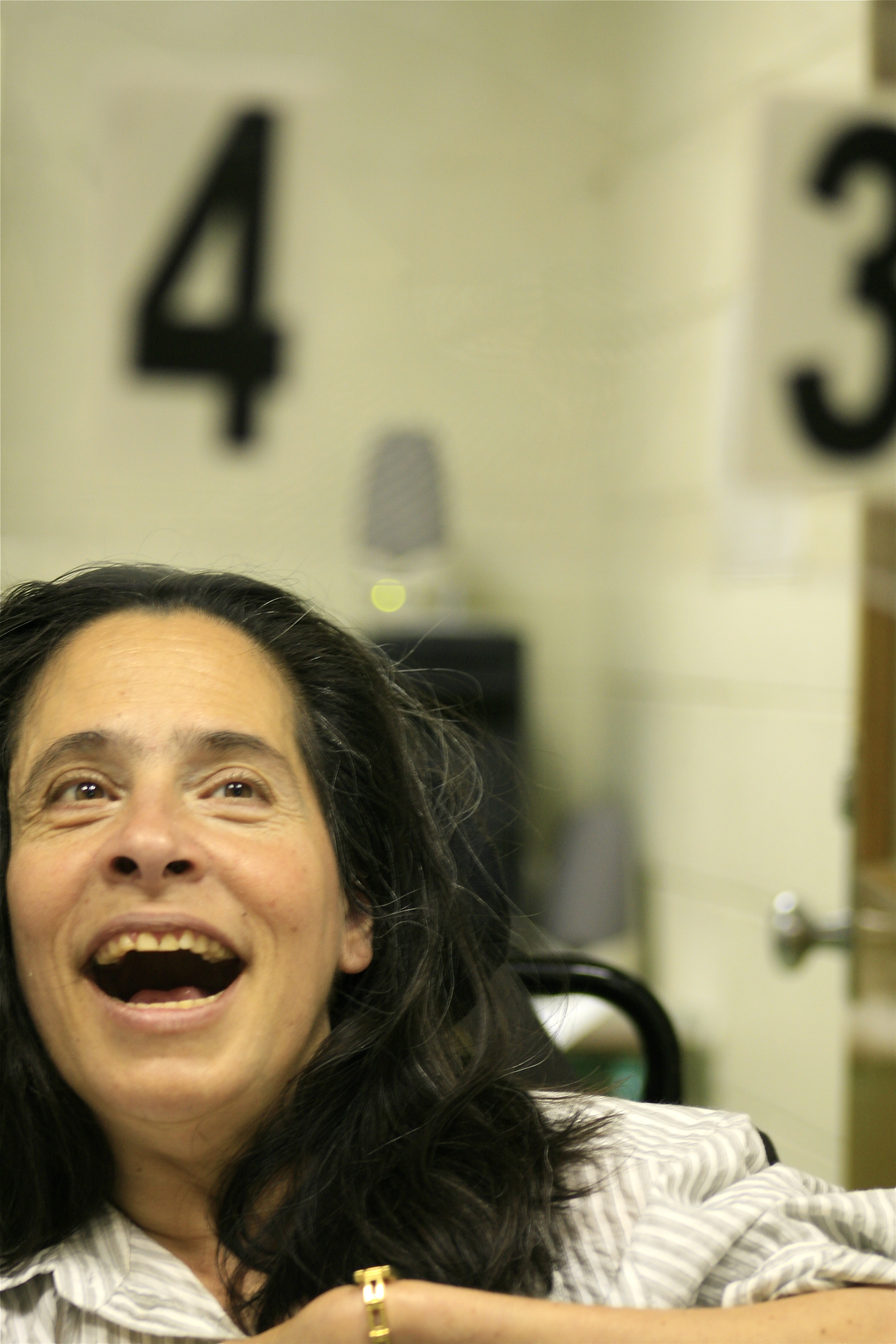
AAC를 사용하는 사람이 일련의 숫자를 표시해 둔 보드에 시선을 통해 단어를 전달하고 있다.

보완대체 의사소통(Augmentative and Alternative Communication, AAC)은 입이나 글로 언어를 구사하거나 이해하는 데에 장애가 있는 사람들을 위해 말과 글을 보완하거나 대체하는 데 사용되는 의사소통 방식들이다. AAC는 뇌성마비, 발달장애, 자폐 장애와 같은 선천적 장애나 근위축성 측삭경화증(루게릭병), 파킨슨병과 같은 후천적 장애를 포함한 광범위한 언어장애가 있는 사람들이 사용한다. 이런 사람들에게 AAC는 의사소통에 영구적으로 더해져 사용되거나 일시적인 도움이 될 수 있다. 스티븐 호킹은 음성 발생 장치를 통해 AAC를 사용하며 의사소통했다.
AAC가 현대적으로 사용되기 시작한 것은 1950년대에 수술 후 말하는 능력을 상실한 사람들을 위한 체계였다. 1960년대와 1970년대 서구에서는 장애인을 주류 사회에 포함시키고 나아가 장애인이 독립하는 데에 필요한 기술을 개발하려는 노력이 증가하였고, 이로 인해 손을 이용한 수화와 그래픽 심벌을 통한 의사소통 사용이 크게 증가했다. AAC가 그 자체로 한 분야로 부상하기 시작한 것은 1980년대이다. 마이크로컴퓨터와 음성 합성 같은 기술이 급속도로 발전하며 소리를 내는 데에 문제가 있거나 신체 장애가 있는 사람들이 의사소통할 수 있게 하는 다양한 옵션을 갖춘 통신 장치가 개발될 수 있게 했다.
AAC 체계는 다양하다. 비보조(unaided) 의사소통에는 장비를 사용하지 않는 수화와 신체 언어가 있으며, 보조 접근 방식(aided approaches)은 외부의 도구를 이용한다. 보조 의사소통 방식은 종이와 연필부터 시작해서 의사소통 책이나 보드, 음성 발생 장치(speech generating devices, SGDs), 글로 의사소통할 수 있게 하는 장치에 이르기까지 다양하다. AAC에서는 제스처, 사진, 그림, 선화, 문자, 단어 등을 단독으로, 또는 여러 개를 조합하여 사용할 수 있다. 신체 부위, 포인터, 어댑티드 마우스, 시선 추적(아이 트래킹) 등을 사용하여 대상 기호를 직접 선택할 수 있으며 스위치 액세스 스캐닝은 종종 간접적인 선택에 사용된다. 이렇게 만들어지는 메시지의 속도는 일반적으로 말로 하는 통신보다는 훨씬 느리며, 이를 개선하기 위해 속도 향상 기술을 사용하여 필요한 선택 항목의 수를 줄일 수 있다. 속도 향상 기술에는 사용자에게 예상 단어/구가 조합되어 나타나는 '예측'(prediction)과 미리 저장된 코드를 사용하여 더 긴 메시지를 검색하는 '인코딩'(encoding)이 있다.
사용자의 능력과 사용자를 위해 AAC에 요구되는 사항을 평가하는 것은 사용자 개인의 운동, 시각, 인지, 언어, 의사소통의 강점과 약점을 통해 이루어진다. 특히 조기 개입을 위해, 평가에는 가족 구성원의 의견이 필요하다. 민족성과 가족의 신념을 존중하는 것은 가족 중심적이고 민족적으로도 만족할 만한 접근 방식의 핵심이다. 연구에 따르면 AAC 사용은 언어 발달을 방해하지 않으며 언어 생산을 약간 증가시킬 수 있다. AAC를 사용하며 성장한 사용자는 대인 관계와 생활 활동이 만족스럽다고 보고한다. 그러나 사용자들은 글을 읽고 쓸 줄 아는 능력 수준이 낮고 고용될 가능성이 낮을 수 있다.
대부분의 AAC 기술은 신뢰할 수 있지만 지적 장애가 있는 사람들의 의사소통을 가능하게 한다고 거짓으로 주장하는 두 가지 기술(촉진적 의사소통, 신속유도법)이 나타나기도 했다. 이러한 기술에서는 장애인이 키보드로 타이핑하거나 글자판을 가리키도록 안내하는 보조 기기(facilitator라고 함)를 사용한다. 장애인이 아니라 촉진자가 이러한 방식으로 생성된 메시지의 출처인 것으로 나타났다. 촉진적 의사소통을 통해 성적 학대를 당했다는 거짓 혐의를 입은 사례들이 다수 있다.
장애인의 권리에 관한 협약은 보완대체 의사소통을 텍스트 디스플레이, 큰 글자, 촉각적 의사소통, 평이한 언어, 접근 가능한 멀티미디어, 접근 가능한 정보통신기술뿐만 아니라 언어를 포함하는 의사소통 형태라고 정의한다.
원래 이 분야는 자연스러운 말하기를 대체하기보다는 보충하기 위해서 사용한다는 의미를 담아 'augmentative communication'(보완적 의사소통)이라는 이름으로 불렸다. 'Alternative'라는 단어가 붙은 것은 말하지 않는 방식으로 의사소통하는 일부 사람들이 나타났을 때부터이다. AAC 사용자들은 소통 상대와 맥락에 따라 다양한 종류의 보조·비보조 의사소통 전략을 사용한다. 1960·70년대에는 보완대체 의사소통 분야를 낳은 세 가지의 독립적인 연구 분야들이 있었다. 첫 번째는 초기 전기 기계적인 의사소통과 글쓰기 체계에 관한 연구이다. 두 번째는 의사소통과 언어 보드의 발달이었으며, 마지막은 장애가 없는 아동의 언어 발달을 연구하는 분야였다.

## 범위
말하고 쓰는 능력이나 말과 글을 이해하는 능력에 중증의 손상이 있는 환자들이 이를 보상하기 위해 보완대체 의사소통을 사용한다. 뇌성마비, 자폐 장애, 발달장애 같은 선천성 질환이나 근위축성 측삭경화증, 외상성 뇌 손상, 실어증 같은 후천적 질환을 앓고 있는 사람들이 AAC를 사용할 수 있다. 나라마다, 또 조사한 연령과 장애별로 그 유병률은 달라지지만 일반적으로 인구의 0.1-1.5% 가량이 말과 글을 이해하기 어려워질 정도로 심한 언어 장애를 가지고 있어 AAC를 사용했을 때 이득이 있을 수 있다. An estimated 0.05% of children and young people require high technology AAC. 잘 알려진 AAC 사용자에는 물리학자 스티븐 호킹, 방송인 로저 이버트, 시인 크리스토퍼 놀란 등이 있다. AAC 사용자인 크리스티 브라운과 장 도미니크 보비의 책을 토대로 만들어진 영화 "나의 왼발"이나 "잠수종과 나비"는 AAC 사용자들의 삶을 더 많은 대중에게 알렸다.

## AAC의 형태

### 비보조 AAC

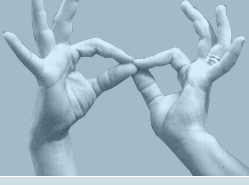
퀘벡 수어로 나타낸 'interpreter'.

비보조 AAC 체계(Unaided AAC systems)은 외부 도구를 필요로 하지 않고 얼굴 표정, 발성, 제스처, 수화 등을 통해 의사소통하는 방식이다. 신체 언어나 표정 같은 일상적인 발성과 제스처는 자연스러운 의사소통 방식의 한 종류이며, 심한 장애를 가진 사람들도 이런 신호를 이용할 수 있다. 자연적으로 발생한 언어와는 거리가 먼 더 형식을 갖춘 몸짓 언어(gestural code)들도 있다. 가령 평원 인디어 수어에 기반을 두는 아메리칸 인디언 코드(Amer-Ind code)는 중증 장애를 가진 아동이나 치매, 실어증, 구음장애 같은 다양한 질병을 가지는 성인이 사용해 왔다. 제스처와 팬터마임이 가지는 장점은 사용자가 언제나 사용할 수 있으며, 교육을 받은 듣는 사람이라면 대부분 이해할 수 있으며, 의사소통하는 데에 효율적이라는 것이다.
대조적으로 수화는 언어적인 기반을 두고 있으며 무한한 경우의 수의 메시지를 표현할 수 있다. 수화에 접근하는 방식은 이미 존재하는 언어를 부호화하는 방식과 고유한 언어를 만드는 방식의 두 가지가 있다.  미국에서 SEE-II는 전자의 방식으로서 가장 널리 쓰이며, 미국 수화는 후자의 방식을 사용하는 예시이다. 수화는 단독으로 사용되기도 하며 말하기와 같이 사용해 장애를 가진 사람들과 소통하는 것을 돕기도 한다. 특정 손 모양이나 움직임, 제스처를 짓는 데에는 적절한 소근육 운동(fine motor) 능력이 필요하다. 수화는 더 미세한 근육의 협조가 필요하며 아메리칸-인디언 코드와 같은 몸짓 언어보다 의미가 직관적이지 못하다. 후자의 특징으로 인해 훈련 없이 수화를 이해하는 사람은 더 적다.

### 보조 AAC
AAC 보조 기구(AAC aid)는 메시지를 전달하거나 받는 데에 사용하는 전기적이거나 비전기적인 도구이다. 이런 보조 기구는 의사소통 책부터 음성 발생 장치까지 다양하다. AAC 사용자들의 의사소통 기술과 겪는 어려움이 사람마다 매우 다르기 때문에 다양한 종류의 의사소통을 보조하는 방식과 장치가 필요하다.

#### 로우테크
로우테크 의사소통 보조 기구는 배터리, 전력, 전자기기를 필요로 하지 않는 도구들로 정의된다. 사용자가 메시지를 전달하기 위해 글자, 단어, 구, 그림, 기호 등을 선택하는 매우 간단한 의사소통용 보드나 책이 로우테크 기구에 포함된다. 신체적 기능과 제한에 따라 사용자는 신체 일부, 레이저 포인터, 시선의 방향, 머리와 목 같은 것들을 이용하여 적절한 메시지를 표현할 수 있다. 이런 방법들 대신 사용자는 듣는 사람이 가능한 선택지들을 짚어줄 때 '예'와 '아니오'를 통해 메시지를 전달할 수 있다. 이를 파트너 보조 스캐닝이라고 한다.

#### 하이테크
하이테크 AAC 보조 기구는 전기적 메시지를 보관하고 검색할 수 있게 하며 대부분 말로서 신호를 출력하여 의사소통한다. 이런 장치들을 음성 발생 장치(speech generating devices, SGDs, 또는 voice output communication aids, VOCA)라고 한다. 장치의 음성은 디지털화되거나 합성되어 출력될 수 있다. 디지털화된 AAC 체계는 녹음된 단어나 구를 재생할 수 있으며 일반적으로 더 쉽게 이해할 수 있다. 반면 음성 합성은 TTS 소프트웨어를 사용하며 이해하기 더 어려울 수 있는 대신 사용자가 단어의 철자를 쓰고 새로운 메시지를 말할 수 있다.
하이테크 체계는 AAC 전용으로 만들어진 장치와, AAC 전용이 아니며 컴퓨터 같이 추가적인 소프트웨어를 통해 AAC 장치와 같은 기능을 할 수 있게 하는 장치가 있다. 형태적으로는 고정되어 있는 경우와 유동적인 경우가 있다. 고정적인 의사소통 장치는 종이 오버레이에 기호들이 고정된 위치에 존재하여 수동으로 위치를 바꾸는 장치이다. 사용 가능한 어휘의 수를 늘리기 위해 몇몇 고정식 장치는 여러 레벨을 가지고, 각 레벨마다 다른 단어가 나타나게 할 수 있다. 유동적 AAC 기구는 사용자가 페이지 링크를 사용하여 적절한 단어와 메시지 페이지를 찾아 이용 가능한 기호를 바꿀 수 있다.
하이테크 장치는 보관할 수 있는 정보량, 크기, 무게, 휴대성 등이 장치마다 다양하다. 접속 방법은 사용자의 능력에 따라 달라진다. 가령 신체 일부, 포인터, 어댑티드 마우스, 조이스틱 등으로 직접 스크린이나 키보드의 기호를 선택할 수 있고, 스위치나 스캐닝을 이용하여 간접적으로 기호를 고를 수도 있다.

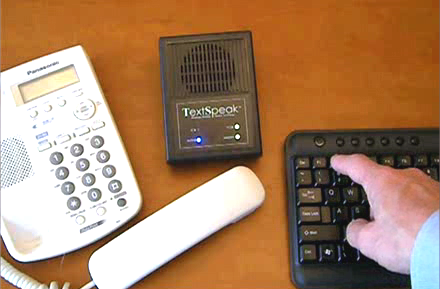
TTS 전환기를 사용해 전화기 너머로 음성을 만들어 내는 키보드.

음성을 출력하는 장치는 사용자에게 더 나은 의사소통 능력을 제공하며 멀리 떨어져 있는 상대와 대화를 시작할 수 있게 한다는 장점이 있다. 그러나 이런 장치들은 일반적으로 프로그래밍이 필요하며 신뢰하기 어렵다는 단점이 있다.
하이테크 체계에는 프로그래밍을 필요로 하지 않고 신축성을 가지고 있으며 간단하여 신뢰성을 가지는 키보드 기반 해결법이 있다. 이 경우 키보드에서 타이핑한 텍스트가 오디오 스피커에서 바로 음성으로 출력되도록 하는 '말하는 키보드'(talking keyboard)로 키보드와 오디오 스피커를 설정한다. 이런 방법은 타이핑한 어떤 말이든 무제한의 단어 TTS 전환을 통해 말로 나오게 할 수 있게 한다. 또한 말하는 키보드는 일반적인 전화기나 스피커폰을 사용했을 때 발성이 손상된 사람이 전화기로 양방향 대화가 가능하다는 장점이 있다. 게임 접근성은 종종 장애를 가진 사람이 대화에 참여하거나 게임 내 호출을 이해할 수 있도록 여러 하이테크 해결책들을 활용한다.
종종 장치가 작동하지 않을 때를 대비하여 로우테크 체계를 백업으로서 권장한다.

## 기호
기호(심벌, symbols)는 물체, 행동, 개념을 대표하는 시각적 자료로서 물건 그 자체, 흑백이나 컬러 사진, 선화, 글로 쓰인 단어 등을 통해 표현된다. 글을 읽고 쓸 줄 아는 사용자의 경우 단일 글자, 단어 전체 또는 일부와 같은 알파벳 기반의 기호는 다른 종류의 기호와 조합하여 사용할 수 있다. 질감을 살린 물체, 혹은 실제 물체나 그 일부를 이용하는 유형 기호 체계는 시각 장애나 중증의 지적 장애를 가진 사람이 특히 의사소통을 위한 기호로 사용할 수 있다. 로우테크와 하이테크 장치 모두 기호를 활용할 수 있다. 로우테크 장치의 경우 의사소통 파트너가 필요하며 선택된 기호를 해석해 주어야 한다. 그림 교환 의사소통 체계(PECS)는 그림 의사소통 기호(PCS)라고 불리는 선화를 사용해 사용자가 무언가를 요청하고, 의견을 밝히며, 질문에 대답할 수 있도록 가르칠 수 있는 로우테크 의사소통 체계이다. LAMP Words for Life는 하이테크 의사소통 체계로, 다양한 기호와 운동 계획(motor planning)을 포함하고 있는 애플리케이션이다. 각각의 기호는 스크린의 고정된 위치에 있으며 사용자는 특정 요청이나 문구와 관련지어 운동 패턴을 발달시킬 수 있다. 기호나 그 기호의 한 측면(크기, 배경 등)을 선택하는 것은 사용자의 선호도나 언어적, 시각적, 인지적 능력에 따라 달라진다. 여러 능력에 대한 결정은 기호 이해에 대한 평가를 통해 이루어진다.

## 선택 방법

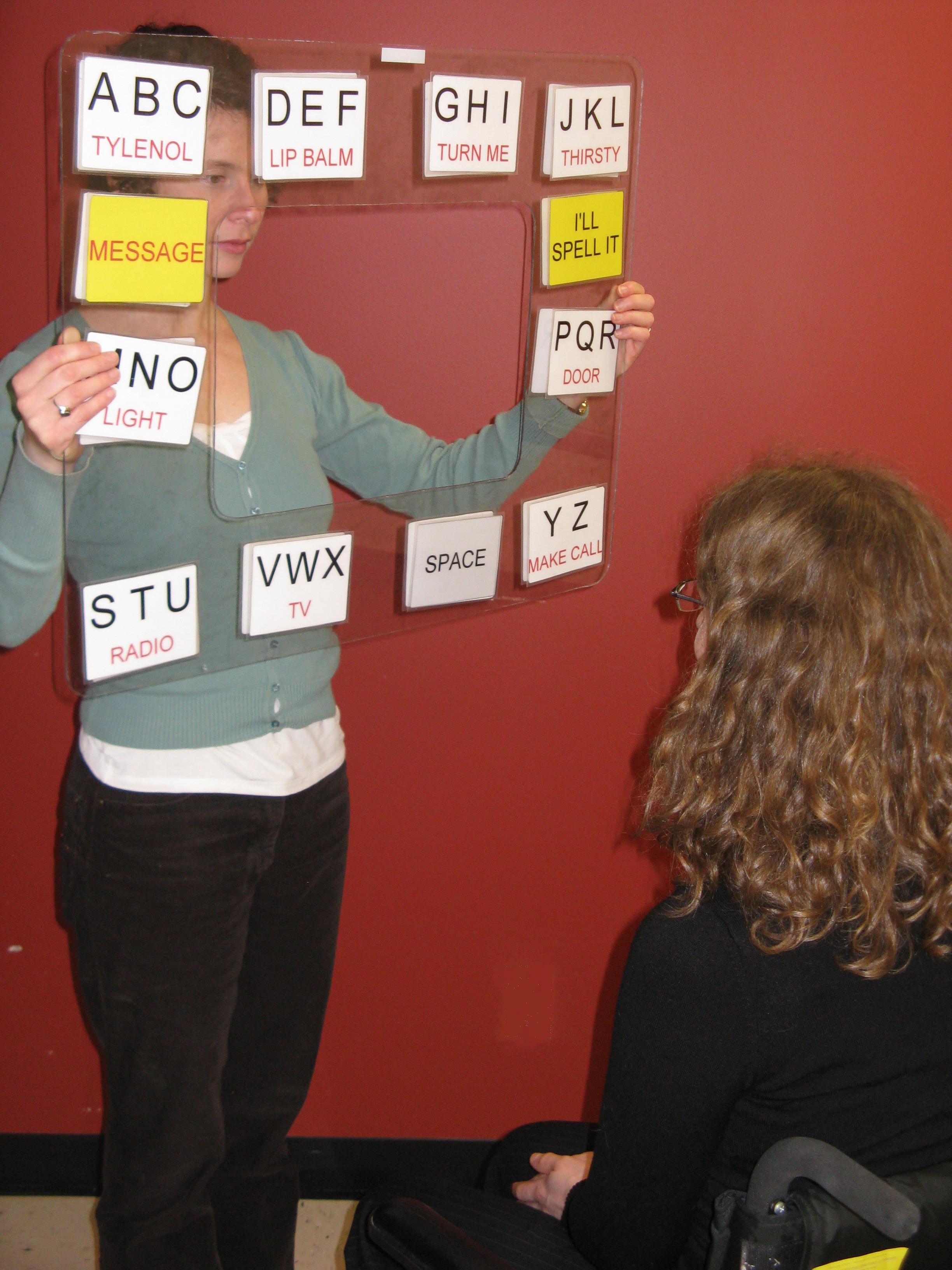
글씨가 쓰인 투명한 의사소통용 보드에 사용자가 시선을 두어 글자를 선택하고 있다. 이 모습은 '직접 선택'의 예시이다.

기술이 발전하며 의사소통에 문제가 있는 사람들이 사용할 수 있는 선택 방법은 크게 늘어났다.
'직접 선택'(direct selection)은 사용자가 원하는 기호를 손가락이나 시선, 머리의 까딱임, 머리나 눈으로 사용하는 마우스 같은 다른 도구를 이용하여 가리키는 방식이다. 운동제어에 어려움을 가진 사용자는 대신 다른 활성화 방식을 사용하기도 한다. 예를 들어 '시한 활성화'(timed activation) 방식은 장치가 인식할 때까지 미리 정해진 시간만큼 사용자가 기호 선택을 유지하여야 한다. '방출 활성화'(release activation) 방식의 경우 사용자가 화면에서 접촉을 떼어야 항목이 선택된다.
AAC 체계를 직접 활성화하는 것은 빠르고 인지적으로 쉽기 때문에 일반적으로 액세스 방법의 첫 번째 선택지이다. 이게 불가능한 사람들은 간접 선택이나 '스캐닝'(훑어보기)을 사용할 수 있다. 이 방법에서는 빛, 강조 표시, 경계선, 파트너와 장치에서 나오는 음성 등을 이용해 선택할 수 있는 항목들을 훑어볼 수 있다. 원하는 메시지가 나오면 AAC 사용자는 스위치, 발성, 제스처와 같은 다른 선택 기술을 이용해 메시지를 고른다. 스위치 액세스 스캐닝의 여러 패턴을 이용할 수 있다. '원형 스캐닝'(circular scanning)에서 항목들은 원형으로 표시되며 한 번에 하나씩 스캔된다. 가장 이해하기 쉬운 방식이기 때문에 종종 어린이나 AAC를 막 시작한 사용자가 처음 접하게 되는 방식이다. '선형 스캐닝'(linear scanning)에서 항목들은 일렬로 놓여 선택되기 전까지 한 번에 하나씩 스캔된다. 원형 스캐닝보다 힘들지만 선형 스캐닝도 배우기 쉬운 방식이다. 마지막으로 '그룹 항목 스캐닝'(group-item scanning)에서 항목들은 그룹으로 묶이며 그룹별로 연속하여 스캔된다. 특정 그룹이 선택되면 그룹에 속한 항목들이 스캔된다. 가장 흔한 그룹 항목 전략 중 하나는 '행렬 스캐닝'(row-column scanning)으로 각 행이 그룹을 형성하는 방식이다. 각 행의 항목들을 스캔한 후 행이 선택되면 메시지를 고르기 전까지 행의 항목들을 한 번에 하나씩 스캔한다.
스캐닝에는 세 가지 주요한 제어 기술이 있다. '자동 스캐닝'(automatic scanning)에서 스캔은 사용자가 항목을 고르기 전까지 미리 정해진 속도와 패턴으로 진행된다. '역 스캐닝'(inverse scanning)에서는 스위치를 내려서 스캔하고 원하는 항목을 선택하기 위해 스위치를 올린다. '단계별 스캐닝'(step scanning)에서는 지시등 하나의 스위치를 활성화시켜 항목을 가리키고, 다른 스위치로는 항목을 선택한다.

## 단어 구성
단어 구성(vocabulary organization)은 그림, 단어, 구, 문장이 의사소통 체계에서 어떻게 표시되는지를 일컫는 용어이다. 일반적으로 단어 구성의 목표는 특히 사용하는 AAC 체계가 많은 수의 기호를 포함하고 있을 때 효율적이고 효과적인 의사소통을 촉진하는 것이다.

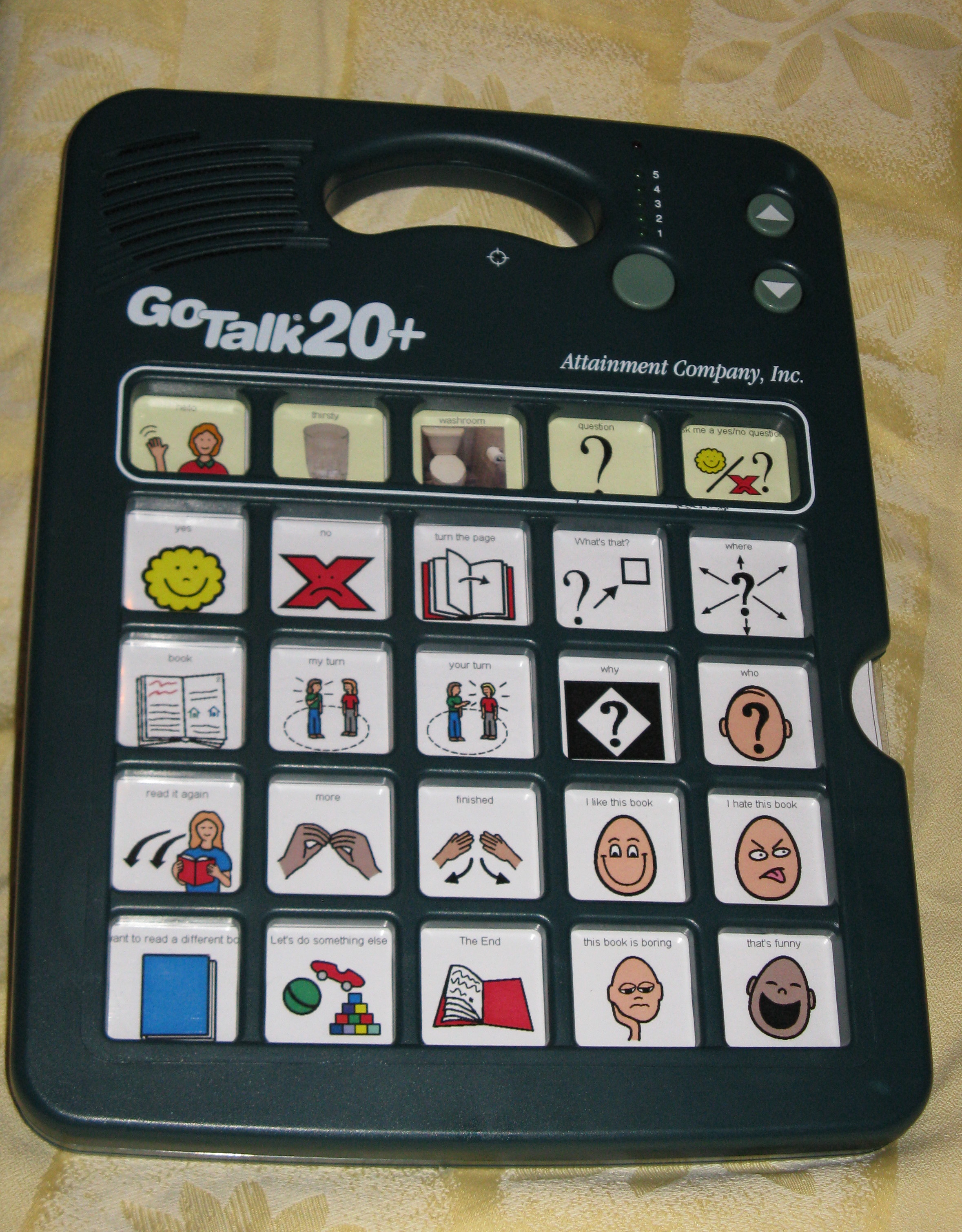
디지털화된 고정 의사소통 장치.

의사소통 책과 장치는 종종 격자식 포맷으로 만들어지고, 표시되는 단어 항목들은 실제 말하는 어순이나 사용 빈도, 범주에 따라 배열될 수 있다. 피츠제럴드 키 구성(Fitzgerald Key organization)에서는 서로 다른 의미론적·통사론적 범주에 속하는 기호들은 문장 이해를 빠르게 하기 위해 왼쪽에서 오른쪽으로 문법적으로 정리된다. 연구에 따르면 어린이와 성인은 모두 자주 사용하는 단어의 수가 적기 때문에, core-fringe(핵심-가장자리) 단어 구성에서는 가장 자주 사용되는 단어와 메시지가 '메인 페이지'에 나타난다. 사용 빈도가 적고 특정 개인에 맞춤 어휘인 가장자리 단어들은 다른 페이지에 나타난다. 기호들은 사람, 장소, 감정, 음식, 음료, 행동 등의 같은 범주에 속하는 단어끼리 함께 조직될 수 있다. 격자 포맷의 또 다른 형태는 특정 활동에 따라 단어를 그룹화한다. 각 디스플레이는 사람, 장소, 물체, 감정, 행동, 기타 특별한 활동이나 일상에 관련된 단어 항목을 나타내는 기호들을 포함하고 있다.

시각 장면 디스플레이를 사용하는 음성 발생 장치. 헤드 마우스를 사용하여 액세스한다.

시각 장면 디스플레이(visual scene displays)는 기호를 정리하고 표시하는 또 다른 방법이다. 이 방법에서는 사건, 사람, 물체, 관련된 행동 등이 그림, 사진, 혹은 상황이나 장소, 특별한 경험을 대표하는 시각적 환경으로 묘사된다. 시각 장면 디스플레이는 특정한 활동이나 일상에 관련된 단어를 포함하고 있는 액티비티 디스플레이(activity displays)와 비슷하다. 예를 들어 어린이 방의 사진은 아이의 AAC 체계에 포함될 수 있다. 사진에 있는 물체와 사건들은 의사소통에서 기호로 사용된다. 연구는 시각 장면 디스플레이가 격자식 디스플레이보다 어린이나 인지 장애가 있는 사람이 배우고 사용하기 쉽다는 것을 시사한다.

## 속도 향상 전략
보완대체 의사소통은 일반적으로 말하는 것보다 훨씬 느리다. AAC 사용자들은 보통 분당 8-10단어를 낼 수 있다. 속도 향상 전략을 통해 사용자의 출력 속도는 분당 12-15단어로 올려 의사소통 효율성을 높일 수 있다. 속도를 높이는 데에는 부호화와 예측의 두 가지 주요 선택지가 있다.
부호화는 AAC 사용자가 AAC 체계를 한두 번만 활성화시켜 전체 단어, 구, 문장을 출력할 수 있게 하는 기술이다. 숫자식, 문자 숫자식, 문자식 부호화에서 단어와 문장은 문자와 숫자의 순서로서 부호화된다. 예를 들어 'HH'만 타이핑해도 'Hello, how are you?'라는 문장을 출력할 수 있다. 의미론적 압축과 같은 아이콘 부호화 전략에서, 아이콘(그림 기호)은 단어나 구를 출력하기 위해 순서대로 조합된다.
예측은 사용자가 작성할 문자, 단어, 구를 예측하려고 시도하는 속도 향상 전략이다. 사용자는 그 후 단어 전체를 작성할 필요 없이 올바른 예측을 고르면 된다. 자동 완성 소프트웨어는 각 언어에서의 빈도, 다른 단어와의 관련성, 사용자의 과거 선택, 문법 등을 고려하여 단어를 예측할 수 있다.

## 평가와 시스템 구현
사용자의 능력, 제한, 의사소통 필요성을 평가하는 것은 적절한 AAC 기술을 고르는 데에 필수적이다. 평가의 목적은 잠재적인 사용자의 최근 의사소통과 현재·미래에 원하는 의사소통 수준 간의 불일치를 해결할 수 있는 AAC 접근 방식을 찾기 위해서이다. 언어병리학자, 작업치료사, 재활공학자, 물리치료사, 사회사업가, 의사 등으로 구성되는 특수 팀이 종종 AAC 평가를 수행한다. 결정을 내리는 팀에는 사용자, 사용자의 가족 구성원, 교사 등도 핵심 구성원이 된다. 문화 다양성에 대해 고려하는 것은 가족이 팀에 참여하는 것과, 가장 적절한 AAC 체계를 고르는 것에 도움이 된다. 일부 문화 집단에 속한 사람들에게 AAC 장치는 장애가 눈에 띄게 만들어 낙인이 찍힌 듯한 모습으로 비추어질 수 있다.
가장 적절한 의사소통 체계를 결정하기 위해 사용자의 운동 능력, 의사소통 기술과 필요성, 인식과 시각 기능 등을 평가한다. 사용자의 신체 상태에 따라 다른 액세스 방법을 추천하거나, 자리와 위치를 바꾸거나, 의사소통 보조에 적응하는 과정 같은 것들이 필요할 수 있다. 예를 들어 팔의 움직임이 경직된 사람은 의도하지 않은 항목을 고르는 것을 줄이기 위해 키보드나 터치스크린 위쪽 끝에 키 가드가 필요할 수 있다. 개인의 필요와 능력에 따라 기호가 선택·조직되며, 이 과정의 목표는 여러 다른 상황에서, 다른 의사 소통 파트너와, 다른 사회적 목적이 있을 때에도 의사소통 체계를 가능한 한 효율적으로 사용하는 것이다. 연구자 재니스 라이트는 AAC에서 의사소통 상호작용의 네 가지 사회적 목적을 알아냈다. 그 목적들은 듣는 사람에게 필요하거나 바라는 것을 표현하는 것, 더 일반적인 대화로 정보를 전달하는 것, 농담이나 격려 같은 행동을 통해 사회적 친밀감을 발달시키는 것, '고마워'와 같은 사회적 에티켓을 연습하는 것이다. 이런 네 가지 목적은 상호작용 시 내용의 상대적인 중요성, 비율, 지속 기간, 집중도에 따라 달라진다. AAC 체계는 사용자와 그 가족 구성원의 우선순위에 따라 다르게 선택된다는 점도 중요하다. 서구권 문화에서 전문가들은 의사소통 장치가 사용자가 자신의 선택과 결정을 스스로 내릴 수 있는 자기 결정 능력 함양을 돕는다고 여긴다. 그러나 문화적·종교적 요인이 자율성에 매겨지는 가치의 정도나 AAC에 대한 가족의 태도에 영향을 미칠 수 있다.
훈련을 통해 AAC 사용자들이 다른 사람들과 효율적으로 의사소통하고, 의사소통을 통해 사용자의 주변 환경을 제어하고, 선택과 결정을 내리는 데에 도움을 줄 수 있다. AAC의 숙련된 사용자들은 네 가지 언어적, 운영적, 사회적, 전략적 영역에서 의사소통 능력을 보인다. 언어 능력은 모국어나 선택된 기호 체계의 언어 코드를 구사하는 능력이다. 운영 능력(operational competence)은 의사소통 도구의 사용과 유지 기술을 포함한다. 한편 사회 능력과 전략 능력(strategic competence)은 느린 말 속도, 의사소통 단절, AAC에 익숙치 않은 사람들로 인해 필요한 보상을 포함하여 상호작용의 지식과 판단을 반영한다. AAC 사용자는 특수한 장치 프로그래밍이나, 앞선 네 가지 영역의 능력을 얻기 위한 훈련이 필요할 수 있다.
의사소통 상대도 중증 장애를 가진 사람의 의사소통 신호를 눈치채고 해석하기 위해서는 훈련이 필요할 수 있다. 특히 의사소통이 계속 성공적으로 이루어지지 못하면 학습된 무기력이 생길 위험이 있어 훈련이 필요하다. 대화를 시작하거나 주도하는 능력, 완성된 문장을 사용하는 능력, 질문하는 능력, 무언가를 지시하거나 새로운 정보를 추가하는 능력 등을 어린이 AAC 사용자가 발달시킬 수 있도록, 지시적인(directive) 의사소통 방식을 막기 위해 도움이 필요할 수 있다.
어린 AAC 사용자들은 풍부한 언어적 경험을 통해 어휘 능력, 담론 기술, 음운 인식 등을 발달시켜 성공적인 언어 학습에 도움을 받을 수 있다. 의사소통 상대는 어린이한테 여러 정보를 제공하는 것이 권장된다. 예를 들어 기호를 가리키며 의사소통할 수 있다. 집중적이고 분명한 독해 지시를 통해 의사소통에 이득을 얻을 수도 있다.

## 성과

### 언어 능력
여러 연구는 AAC 사용이 자폐나 발달 장애를 가진 사람의 언어 능력 발달을 방해하지 않고 약간의 이득을 가져올 수 있다는 것을 발견했다. 23개의 AAC 조치 연구에 대한 2006년의 연구 리뷰는 연구 사례의 89%에서 언어 능력의 이득을 보였고, 나머지 사례들에서는 변화가 없었다는 점을 발견했다. 특히 그림 교환 의사소통 체계(PECS)에 대해 연구한 기술적 리뷰(descriptive review)에 따르면, 여러 연구가 언어 능력의 증가를 보고했으며 하나의 연구는 효과가 미미하거나 없다고 기록했다.
연구자들은 AAC 장치를 사용하는 것이 말을 해야 한다는 부담감을 완화시켜 의사소통에 집중할 수 있도록 만들고, 심리적 스트레스를 줄여 줘 말을 쉽게 할 수 있도록 한다는 가설을 세웠다. 또 다른 연구자들은 음성 발생 장치의 경우 음성 출력을 내보내는 모델 사용이 언어 능력 향상으로 이어진다고 추측한다.

### 문해력
언어와 문해력은 자기 표현과 사회관계를 다양한 환경에서 향상시키므로 광범위한 영향을 미치게 된다. 더 나아가 문해력은 교육이나 노동의 기회를 얻을 수 있게 하여 독립성을 높일 수 있다. 장애를 가져 AAC가 필요한 어린이들은 종종 어휘나 문장 길이, 통사론적이거나 화용론적인 기술에 문제가 있는 등 언어 능력 면에서 발달 장애를 겪기도 한다. 이렇게 발달이 늦는 이유는 부분적으로는 표현할 수 있는 언어가 아이의 언어 지식보다도 제한되기 때문일 수 있다. 말을 하는 어린이와 다르게 AAC를 사용하는 어린이는 AAC 체계를 항상 이용 가능한 것도 아니고, 기기에서 사용할 수 있는 콘텐츠를 선택하지 않기도 한다. 이러한 외부 요인들은 언어를 배울 기회에 악영향을 미칠 수 있다. 이 범주에 속하는 대부분의 어린이는 일반적인 발달을 거친 7 ~ 8세 아동의 문해력 수준을 넘어서지 못한다.  인지, 언어, 학습의 지연은 문해력 발달이 어려운 한 이유가 되지만, 환경 요인 역시 이유가 될 수 있다. 가장 문해력 수준이 높은 AAC 사용자들은 아동기 동안 학교뿐 아니라 가정에서도 많은 양의 읽기, 쓰기 자료에 접근할 수 있었다고 자주 보고된다. 여러 연구에서는 AAC를 사용하는 많은 아이들이 장애가 없는 아이들과 비교했을 때 가정과 학교에서 질적이나 양적으로 모자란 수준의 문해 경험을 한다고 밝혔다. 또한 연구에 따르면 읽기 교육을 통해 AAC 사용자들도 좋은 문해 기술을 발달시킬 수 있다.

### 고용
1997년 미국 인구조사국의 기록에 따르면 중증 장애인 중 10% 미만이 고용되었다. 고용되는 데에 여러 가지 장벽이 있지만, 일부 AAC 사용자들은 종종 저임금 직업에 종사하지만 교육적 시도와 고용에서 성공을 보이기도 한다. 고용과 관련을 보인 요인은 강한 직업 윤리, AAC 기술 사용 여부, 가족과 친구들의 지지, 교육, 직업 기술 등이 있다. AAC를 사용하는 ALS 환자들은 일을 계속할 수도 있다. 지속적으로 일할 수 있도록 하는 요인에는 AAC 사용 여부, 고용주의 지지, 정부의 프로그램 등이 있다. AAC 사용자들의 고용주는 시간 관리, 문제 해결, 의사소통, 기술, 좋은 교육이 고용주한테 중요하다고 전한다.

### 삶의 질
AAC를 사용하는 젊은 성인을 대상으로 어린 시절부터 이루어진 여러 연구들에 따르면, 독립해서 살거나 고용된 사례는 적지만 일반적으로 이들이 좋은 삶의 질을 보였다고 보고했다. 이들은 보조나 비보조 AAC를 가리지 않고 여러 가지 의사소통 방식을 사용했다. 더 좋은 삶의 질은 종종 의사소통과 상호작용의 더 나은 질, 성격, 가족과 사회의 지지, 완벽한 AAC 서비스 등과 연관되어 있다. 좋지 않은 성과는 적절한 AAC 방식의 지원을 받지 못했거나, 기술적 문제, 부정적인 태도 등과 관련되어 있는 것으로 나타났다.

## 참고 문헌
- American Speech-Language-Hearing Association. (2005). “Roles and Responsibilities of Speech-Language Pathologists With Respect to Augmentative and Alternative Communication: Position Statement”. 2009년 2월 13일에 원본 문서에서 보존된 문서. 2009년 1월 23일에 확인함.
- Andrews-Salvia, M.; Roy, N.; Cameron, R. M. (March 2003). “Evaluating the effects of memory books for individuals with severe dementia”. 《Journal of Medical Speech-Language Pathology》 11 (1): 51–59. ISSN 1065-1438.
- Angelo, D. H. (1997). 〈AAC in the family and home〉.   Glennen, S.; DeCoste, D. C. 《Handbook Of Augmentative And Alternative Communication》. San Diego: Singular Publishing Group. ISBN 978-1-56593-684-3.
- Armstrong, L.; Jans, D.; MacDonald, A. (2000). “Parkinson's disease and aided AAC: some evidence from practice”. 《International Journal of Language & Communication Disorders》 35 (3): 377–389. doi:10.1080/136828200410636. PMID 10963020.
- Ashraf, S.; Warden, A.; Shearer, A. J.; Judson, A.; Ricketts, I. W.; Waller, A.; Alm, N.; Gordon, B.; MacAulay, F.; Brodie, J. K.; Etchels, M. (2002). 〈Capturing phrases for ICU-Talk, a communication aid for intubated intensive care patients.〉. 《Proceedings of the fifth international ACM conference on Assistive technologies - Assets '02》. 213쪽. doi:10.1145/638249.638288. ISBN 978-1581134643. S2CID 4474005.
- Ball, L. J. (2005). 〈Adults with Acquired Physical Disabilities〉.   Beukelman, D. R.; Mirenda, P. 《Augmentative & alternative communication: supporting children & adults with complex communication needs》 3판. Baltimore, MD: Paul H. Brookes Publishing Company. ISBN 978-1-55766-684-0.
- Batshaw, M. L.; Shapiro, B. (2002).  Batshaw, M. L., 편집. 《Children with disabilities》 5판. Baltimore: Paul H. Brookes Publishing Company. ISBN 978-0-86433-137-3.
- Beukelman, D.; Kraft, G. H.; Freal, J. (1985). “Expressive communication disorders in persons with multiple sclerosis: a survey”. 《Archives of Physical Medicine and Rehabilitation》 66 (10): 675–7. PMID 4051708.
- Beukelman, D. R.; Jones, R. S.; Rowan, M. (1989). “Frequency of word usage by nondisabled peers in integrated preschool classrooms”. 《Augmentative and Alternative Communication》 5 (4): 243–248. doi:10.1080/07434618912331275296.
- Beukelman, D. R.; Mirenda, P. (2005). 《Augmentative & alternative communication: supporting children & adults with complex communication needs》 3판. Paul H. Brookes Publishing Company. ISBN 978-1-55766-684-0.
- Beukelman, D. R.; Fager, S.; Ball, L.; Dietz, A. (2007). “AAC for adults with acquired neurological conditions: A review”. 《Augmentative and Alternative Communication》 23 (3): 230–242. doi:10.1080/07434610701553668. PMID 17701742. S2CID 27916391.
- Black, Rolf; Reddington, J.; Reiter, E. R.; Tintarev, N.; Waller, A. (2010). 〈Using NLG and sensors to support personal narrative for children with complex communication needs〉 (PDF). 《Proceedings of the Workshop on Speech and Language Processing for Assistive Technologies (SLPAT), Human Language Technologies》. Association for Computational Linguistics. 1–9쪽.
- Blackstone, S. (1993). “Cultural sensitivity and AAC services” (PDF). 《Augmentative Communication News》 16 (2): 3–5.
- Blackstone, S. (2004). “Clinical news: Visual scene displays” (PDF). 《Augmentative Communication News》 16 (2): 1–8.
- Blischak, D. M. (1995). “Thomas the writer: Case study of a child with severe speech and physical impairments”. 《Language, Speech, and Hearing Services in Schools》 25: 11–20. doi:10.1044/0161-1461.2601.11. ISSN 1558-9129. 2011년 10월 2일에 원본 문서에서 보존된 문서. 2011년 7월 12일에 확인함.
- Bornman, J.; Alant, E.; Meiring, E. (2001). “The use of a digital voice output device to facilitate language development in a child with developmental apraxia of speech: a case study”. 《Disability and Rehabilitation》 23 (14): 623–634. doi:10.1080/09638280110036517. PMID 11697460.
- Bourgeois, M. S. (1993). “Effects of memory aids on the dyadic conversation of individuals with dementia”. 《Journal of Applied Behavior Analysis》 26 (1): 77–87. doi:10.1901/jaba.1993.26-77. PMC 1297721. PMID 8473260.
- Bourgeois, M. S.; Dijkstra, K.; Burgio, L.; Allen-Burge, R. (2001). “Memory aids as an augmentative and alternative communication strategy for nursing home residents with dementia”. 《Augmentative and Alternative Communication》 17 (3): 196–210. doi:10.1080/714043383. ISSN 0743-4618. 2012년 3월 24일에 원본 문서에서 보존된 문서.
- Brandenberg, S. Vanderheiden, G. (1988). 〈Communication board design and vocabulary selection〉.   Bernstein, L. 《The vocally impaired: Clinical practice and research》 3판. Needham Heights, MA: Allyn & Bacon. ISBN 978-0-8089-1908-7.
- Brown, C. (1990). 《My left foot》. Minerva. ISBN 978-0-7493-9177-5.
- Bryen, D. N.; Potts, B. B.; Carey, A. C. (2007). “So you want to work? What employers say about job skills, recruitment and hiring employees who rely on AAC”. 《Augmentative and Alternative Communication》 23 (2): 126–139. doi:10.1080/07434610600991175. PMID 17487626. S2CID 33739505.
- Cafiero, J. (2005). 《Meaningful Exchanges for People with Autism: An Introduction to Augmentative & Alternative Communication》. Bethesda, MD: Woodbine House. ISBN 978-1-890627-44-7.
- Cheslock, M. A.; Barton-Hulsey, A.; Romski, M. A.; Sevcik, R. A. (2008).  Taylor, S. J., 편집. “Using a speech-generating device to enhance communicative abilities for an adult with moderate intellectual disability”. 《Intellectual and Developmental Disabilities》 46 (5): 376–386. doi:10.1352/2008.46:376-386. PMID 19090639.
- Chiang, H. M.; Lin, Y. H. (2007). “Expressive Communication of Children with Autism”. 《Journal of Autism and Developmental Disorders》 38 (3): 538–545. doi:10.1007/s10803-007-0423-z. PMID 17674174. S2CID 25404597.
- Clarke, M.; Wilkinson, R. (December 2007). “Interaction between Children with Cerebral Palsy and their Peers”. 《Augmentative and Alternative Communication》 23 (4): 336–348. doi:10.1080/07434610701390350. PMID 17999246. S2CID 2430711.
- Cook, A. M. (2011). “It's Not About the Technology, or is It? Realizing AAC Through Hard and Soft Technologies”. 《Perspectives on Augmentative and Alternative Communication》 20 (2): 64–68. doi:10.1044/aac20.2.64.
- Cosbey, J. E.; Johnston, S. (2006). “Using a single-switch voice output communication aid to increase social access for children with severe disabilities in inclusive classrooms”. 《Research and Practice for Persons with Severe Disabilities》 31 (2): 144–156. doi:10.1177/154079690603100207. S2CID 140334810.
- Crais, E. (1991). “Moving from "parent involvement" to family centered services”. 《American Journal of Speech-Language Pathology》 1: 5–8. doi:10.1044/1058-0360.0101.05. 2011년 10월 2일에 원본 문서에서 보존된 문서.
- Creech, R. (2004). “2004 Edwin and Esther Prentke AAC Distinguished Lecture”. 《AAC Institute》. 2011년 10월 7일에 원본 문서에서 보존된 문서.
- Cress, C. J.; Marvin, C. A. (2003). “Common Questions about AAC Services in Early Intervention” (PDF). 《Augmentative and Alternative Communication》 19 (4): 254–272. CiteSeerX 10.1.1.115.4873. doi:10.1080/07434610310001598242. S2CID 40884163. 2012년 3월 27일에 원본 문서 (PDF)에서 보존된 문서.
- Cumley, G.; Swanson, S. (1999). “Augmentative and Alternative Communication Options for Children with Developmental Apraxia of Speech: Three Case Studies”. 《Augmentative and Alternative Communication》 15 (2): 110–125. doi:10.1080/07434619912331278615.
- Daniloff, J. K.; Lloyd, L. L.; Fristoe, M. (1983). “Amer-Ind Transparency”. 《Journal of Speech and Hearing Disorders》 48 (1): 103–10. doi:10.1044/jshd.4801.103. PMID 6620986.
- Daniloff, J. K.; Vergara, D. (1984). “Comparison between the Motoric Constraints for Amer-Ind and ASL Sign Formation”. 《Journal of Speech and Hearing Research》 27 (1): 76–88. doi:10.1044/jshr.2701.76. ISSN 1558-9102. PMID 6717011. 2012년 3월 28일에 원본 문서에서 보존된 문서.
- DeCoste, Denise C. (1997). 〈Chapter 10: Introduction to Augmentative and Alternative Communication Systems〉.   Glennen, S.; DeCoste, D. C. 《Handbook Of Augmentative And Alternative Communication》. San Diego, CA: Singular Publishing Group. ISBN 978-1-56593-684-3.
- Dinnebeil, L. A.; Hale, L. M.; Rule, S. (1996). “A qualitative analysis of parents and service coordinators descriptions of variables that influence collaborative relationships”. 《Topics in Early Childhood Special Education》 16 (3): 322–347. doi:10.1177/027112149601600305. S2CID 143408186.
- Doyle, M.; Phillips, B. (2001). “Trends in augmentative and alternative communication use by individuals with amyotrophic lateral sclerosis”. 《Augmentative and Alternative Communication》 17 (3): 167–178. doi:10.1080/714043381. 2011년 9월 27일에 원본 문서에서 보존된 문서.
- Drager, K. D. R.; Light, J. C.; Carlson, R.; d'Silva, K.; Larsson, B.; Pitkin, L.; Stopper, G. (2004). “Learning of Dynamic Display AAC Technologies by Typically Developing 3-Year-Olds: Effect of Different Layouts and Menu Approaches”. 《Journal of Speech, Language, and Hearing Research》 47 (5): 1133–1148. doi:10.1044/1092-4388(2004/084). PMID 15603467.
- Drager, K.; Light, J.; Speltz, J. (2003). “The performance of typically developing 2½-year-olds on dynamic display AAC technologies with different system layouts and language organizations”. 《Journal of Speech, Language, and Hearing Research》 46 (2): 298–312. doi:10.1044/1092-4388(2003/024). PMID 14700373.
- Duffy, J. (2005). 《Motor Speech Disorders: Substrates, Differential Diagnosis and Management》 2판. Rochester, Minnesota: Elsevier Mosby. ISBN 978-0-8016-6944-6.
- Ebert, R. (2009년 8월 12일). “Finding my own voice”. 《Chicago Sun-Times》. 2011년 8월 19일에 원본 문서에서 보존된 문서. 2011년 8월 14일에 확인함.
- Erickson, K. A.; Koppenhaver, D. (1995). “Developing a literacy program for children with severe disabilities”. 《The Reading Teacher》 48 (8): 676–684. JSTOR 20201533.
- Fager, S.; Beukelman, D.; Karantounis, R.; Jakobs, T. (2006). “Use of safe-laser access technology to increase head movement in persons with severe motor impairment: A series of case reports”. 《Augmentative and Alternative Communication》 22 (3): 222–229. doi:10.1080/07434610600650318. PMID 17114165. S2CID 36840057.
- Fager, S.; Hux, K.; Beukelman, D. R.; Karantounis, R. (2006). “Augmentative and Alternative Communication use and acceptance by adults with Traumatic Brain Injury”. 《Augmentative and Alternative Communication》 22 (1): 37–47. doi:10.1080/07434610500243990. PMID 17114157. S2CID 19701658.
- Fallon, K.; Light, J.; Achenbach, A. (2003). “The semantic organization patterns of young children: Implications for augmentative and alternative communication”. 《Augmentative and Alternative Communication》 19 (2): 74–85. doi:10.1080/0743461031000112061. S2CID 144986951.
- Fallon, K. A.; Light, J.; McNaughton, D.; Drager, K.; Hammer, C. (2004). “The effects of direct instruction on the single-word reading skills of children who require augmentative and alternative communication”. 《Journal of Speech, Language, and Hearing Research》 47 (6): 1424–1439. doi:10.1044/1092-4388(2004/106). PMID 15842020.
- Fleming, B.; Lin, A.; Phillips, B.; Caves, K.; and Cotts, M. Morse Code Demystified: A Powerful Alternative for Access to AAC and Computers, Technology And Persons With Disabilities Conference 2003
- Fossett, Brenda; Mirenda, P. (2009). 〈Augmentative and Alternative Communication〉.   S. L. Odom; R. H. Horner; M. E. Snell. 《Handbook of Developmental Disabilities》. Guilford Press. 330–366쪽. ISBN 978-1-60623-248-4.
- Fried-Oken, M.; Rowland, C.; Baker, G.; Dixon, M.; Mills, C.; Schultz, D.; Oken, B. (2009). “The Effect of Voice Output on AAC-Supported Conversations of Persons with Alzheimer's Disease”. 《ACM Transactions on Accessible Computing》 1 (3): 1–11. doi:10.1145/1497302.1497305. PMC 3141213. PMID 21785666.
- Fox, L. E.; Fried-Oken, M. (1996). “AAC aphasiology: partnership for future research”. 《Augmentative and Alternative Communication》 12 (4): 257–271. doi:10.1080/07434619612331277718.
- Garrett, K. L.; Lasker, J. P. (2005). 〈Adults with Severe Aphasia〉.   Beukelman, D. R.; Mirenda, P. 《Augmentative & Alternative Communication》 3판. Baltimore, MD: Paul H. Brookes Publishing Company. ISBN 978-1-55766-684-0.
- Gillam, R. B.; Marquardt, T. P.; Martin, F. N. (2000). 《Communication sciences and disorders: from science to clinical practice》. Jones & Bartlett Learning. ISBN 978-0-7693-0040-5.
- Glennen, Sharon L. (1997). 〈Chapter 1: Introduction to Augmentative and Alternative Communication Systems〉.   Glennen, Sharon; DeCoste, Denise C. 《Handbook Of Augmentative And Alternative Communication》. San Diego, CA: Singular Publishing Group. ISBN 978-1-56593-684-3.
- Glennen, Sharon L. (1997). 〈Chapter 3: Augmentative and Alternative Communication Systems〉.   Glennen, S.; DeCoste, D. C. 《Handbook Of Augmentative And Alternative Communication》. San Diego, CA: Singular Publishing Group. 59–96쪽. ISBN 978-1-56593-684-3.
- Gross, J. (2010) Augmentative and alternative communication: a report on provision for children and young people in England[깨진 링크], Office of the Communication Champion
- Hamm, B.; Mirenda, P. (2006). “Post-school quality of life for individuals with developmental disabilities who use AAC”. 《Augmentative and Alternative Communication》 22 (2): 134–147. doi:10.1080/07434610500395493. PMID 17114171. S2CID 20947414.
- Hazel, G.; Cockerill, H. (2001). 〈Communication Resources〉.   Carroll-Few, L.; Cockerill, H. 《Communicating without Speech: Practical Augmentative & Alternative Communication》. High Holborn, London: Mac Keith Press. ISBN 978-1-898683-25-4.
- Hetzroni, O. E. (2004). “AAC and literacy”. 《Disability & Rehabilitation》 26 (21–22): 1305–1312. doi:10.1080/09638280412331280334. PMID 15513730. S2CID 8078304.
- Hetzroni, O. E.; Harris, O. L. (1996). “Cultural aspects in the development of AAC users”. 《Augmentative and Alternative Communication》 12: 52–58. doi:10.1080/07434619612331277488.
- Higginbotham, J.; Jacobs, S. (2011). “The Future of the Android Operating System for Augmentative and Alternative Communication”. 《Perspectives on Augmentative and Alternative Communication》 20 (2): 52. doi:10.1044/aac20.2.52.
- Higginbotham, D. J.; Shane, H.; Russell, S.; Caves, K. (2007). “Access to AAC: Present, past, and future”. 《Augmentative and Alternative Communication》 23 (3): 243–257. doi:10.1080/07434610701571058. PMID 17701743. S2CID 17891586.
- Hochstein, David D.; McDaniel, Nettleton (2004). “Recognition of Vocabulary in Children and Adolescence with Cerebral Palsy”. 《Augmentative and Alternative Communication》 20 (2): 45–62. doi:10.1080/07434610410001699708. S2CID 62243903.
- Hourcade, J.; Everhart Pilotte, T.; West, E.; Parette, P. (2004). “A History of Augmentative and Alternative Communication for Individuals with Severe and Profound Disabilities”. 《Focus on Autism and Other Developmental Disabilities》 19 (4): 235–244. doi:10.1177/10883576040190040501. S2CID 73593697.
- Huer, M. B. (1997). “Looking through color lenses: Cultural strategies for AAC”. 《Advance for Directors in Rehabilitation》 6: 37–40. 2011년 9월 29일에 원본 문서에서 보존된 문서.
- Huer, M. B. (2000). “Examining perceptions of graphic symbols across cultures: Preliminary study of the impact of culture/ethnicity”. 《Augmentative and Alternative Communication》 16 (3): 180–185. doi:10.1080/07434610012331279034.
- Jans, D.; Clark, S. (1998). 〈Chapter 6: High Technology Aids to Communication〉.   Wilson, Allan. 《Augmentative Communication in Practice: An Introduction》. University of Edinburgh. ISBN 978-1-898042-15-0. 2015년 7월 8일에 원본 문서에서 보존된 문서. 2011년 7월 22일에 확인함.
- Kagan, A.; Black, S. E.; Duchan, J. F.; Simmons-Mackie, N.; Square, P. (2001). “Training volunteers as conversation partners using "Supports Conversation for Adults with Aphasia" (SCA): A controlled trial”. 《Journal of Speech, Language, and Hearing Research》 44 (3): 624–638. doi:10.1044/1092-4388(2001/051). PMID 11407567.
- Kalyanpur, M.; Harry, B. (1999). 《Culture in special education: Building reciprocal family-professional relationships》 2판. Baltimore: Brookes Publishing Co. ISBN 978-1-55766-376-4.
- Koppenhaver, D.; Evans, D.; Yoder, D. (1991). “Childhood reading and writing experiences of literate adults with severe speech and motor impairments”. 《Augmentative and Alternative Communication》 7: 20–33. doi:10.1080/07434619112331275653.
- Koppenhaver, D.; Coleman, P. P.; Kalman, S. L.; Yoder, D. E. (1991). “The implications of emergent literacy research for children with developmental disabilities”. 《American Journal of Speech-Language Pathology》 1 (1): 38–44. doi:10.1044/1058-0360.0101.38. (full text)
- Koppenhaver, D.; Yoder, D. (1993). “Classroom literacy instruction for children with severe speech and physical impairments (SSPI): What is and what might be”. 《Topics in Language Disorders》 13 (2): 143–153. doi:10.1097/00011363-199302000-00003. S2CID 144626424. PsychINFO 1994-35341-001.
- LaPointe, Leonard L. (2009). 〈Locked-in Syndrome〉.   Leonard L. LaPointe. 《Journal of Medical-Speech Language Pathology: Voices: Collected Essays on Language, Laughter, and Life》. Cengage Learning. 9–11쪽. ISBN 978-1-4354-9769-6.
- Light, J. (1988). “Interaction involving individuals using augmentative and alternative communication systems: State of the art and future directions”. 《Augmentative and Alternative Communication》 4 (2): 66–67. doi:10.1080/07434618812331274657.
- Light, J. (1989). “Toward a definition of communicative competence for individuals using augmentative and alternative communication systems”. 《Augmentative and Alternative Communication》 5 (2): 137–144. doi:10.1080/07434618912331275126.
- Light, J.; Drager, K. (2007). “AAC technologies for young children with complex communication needs: State of the science and future research directions”. 《Augmentative and Alternative Communication》 23 (3): 204–216. doi:10.1080/07434610701553635. PMID 17701740. S2CID 9329591.
- Light, J.; McNaughton, D. (1993). “Literacy and augmentative and alternative communication (AAC): The expectations and priorities of parents and teachers”. 《Topics in Language Disorders》 13 (2): 33–46. doi:10.1097/00011363-199302000-00005. ISSN 0271-8294. S2CID 143575869.
- Light, J.; McNaughton, D. (2014). “Communicative competence for individuals who require augmentative and alternative communication: A new definition for a new era of communication?”. 《Augmentative and Alternative Communication》 30 (1): 1–18. arXiv:1411.6568. doi:10.3109/07434618.2014.885080. PMID 30952185. S2CID 96448676.(full text PDF)
- Lindsay, G.; Dockrell, J.; Desforges, M.; Law, J.; Peacey, N. (2010). “Meeting the needs of children and young people with speech, language and communication difficulties”. 《International Journal of Language & Communication Disorders》 45 (4): 448–60. doi:10.3109/13682820903165693. PMID 20565326.
- Lloyd, L.; Quist, R.; Windsor, J. (1990). “A proposed augmentative and alternative communication model”. 《Augmentative and Alternative Communication》 6 (3): 172. doi:10.1080/07434619012331275444.
- Lund, S. K.; Light, J. (2006). “Long-term outcomes for individuals who use augmentative and alternative communication: part I — What is a "good" outcome?”. 《Augmentative and Alternative Communication》 22 (4): 284–99. doi:10.1080/07434610600718693. PMID 17127616. S2CID 36488763.
- Lund, S. K.; Light, J. (2007). “Long-term outcomes for individuals who use augmentative and alternative communication: Part II – communicative interaction”. 《Augmentative and Alternative Communication》 23 (1): 1–15. doi:10.1080/07434610600720442. PMID 17364484. S2CID 41161486.
- Lund, S. K.; Light, J. (2007). “Long-term outcomes for individuals who use augmentative and alternative communication: Part III – contributing factors”. 《Augmentative and Alternative Communication》 23 (4): 323–335. doi:10.1080/02656730701189123. PMID 17852054. S2CID 21956126.
- Luo, F., Higginbotham, D. J., & Lesher, G. (2007). Webcrawler: Enhanced augmentative communication. Paper presented at CSUN Conference on Disability Technology, March, Los Angeles.
- Mank, D.; Cioffi, A.; Yovanoff, P. (1998). “Employment Outcomes for People with Severe- Disabilities: Opportunities for Improvement”. 《Mental Retardation》 36 (3): 205–216. doi:10.1352/0047-6765(1998)036<0205:EOFPWS>2.0.CO;2. ISSN 0047-6765. PMID 9638041.
- Marvin, C.; Beukelman, D.; Bilyeu, D. (1994). “Vocabulary-use patterns in preschool children: Effects of context and time sampling”. 《Augmentative and Alternative Communication》 10 (4): 224–236. doi:10.1080/07434619412331276930.
- Mathy; Yorkston, K.; Guttman (2000). 〈Augmentative Communication for Individuals with Amyotrophic Lateral Sclerosis〉.   Beukelman, D.; Yorkston, K.; Reichle, J. 《Augmentative and Alternative Communication Disorders for Adults with Acquired Neurologic Disorders》. Baltimore: P. H. Brookes Pub. ISBN 978-1-55766-473-0.
- McNaughton, D.; Light, J.; Groszyk, L. (2001). “"Don't Give Up": Employment Experiences of Individuals with Amyotrophic Lateral Sclerosis Who Use Augmentative and Alternative Communication”. 《Augmentative and Alternative Communication》 17 (3): 179–195. doi:10.1080/aac.17.3.179.195. S2CID 71940067.
- McNaughton, D.; Light, J. (2013). “The iPad and mobile technology revolution: Benefits and challenges for individuals who require augmentative and alternative communication”. 《Augmentative and Alternative Communication》 29 (2): 107–116. doi:10.1080/aac.17.3.179.195. PMID 23705813. S2CID 71940067.(full text PDF)
- McNaughton, D.; Light, J.; Arnold, K. (2002). “'Getting your wheel in the door': Successful full-time employment experiences of individuals with cerebral palsy who use Augmentative and Alternative Communication” (PDF). 《Augmentative and Alternative Communication》 18 (2): 59–76. doi:10.1080/07434610212331281171. S2CID 145733724.
- Millar, S. V.; Scott, J. (1998). 〈Chapter 1: What is Augmentative and Alternative communication?〉.   Wilson, Allan. 《Augmentative Communication in Practice: An Introduction》. University of Edinburgh. ISBN 978-1-898042-15-0. 2015년 7월 8일에 원본 문서에서 보존된 문서. 2011년 7월 22일에 확인함.
- Millar, D.C.; Light, J.C.; Schlosser, R.W. (2006). “The impact of augmentative and alternative communication intervention on the speech production of individuals with developmental disabilities: A research review”. 《Journal of Speech, Language, and Hearing Research》 49 (2): 248–264. doi:10.1044/1092-4388(2006/021). PMID 16671842.
- Millikin, C. C. (1997). 〈Symbol Systems and Vocabulary Selection Strategies〉.   Glennen, Sharon; DeCoste, Denise C. 《Handbook Of Augmentative And Alternative Communication》. San Diego: Singular Publishing Group. 97–148쪽. ISBN 978-1-56593-684-3.
- Mineo, B. (1990). “Augmentative and alternative communication: Tech Use guide. Using computer technology”. United States Department of Education.
- Mirenda, P. (2001). “Autism, Augmentative Communication, and Assistive Technology: What Do We Really Know?”. 《Focus on Autism and Other Developmental Disabilities》 16 (3): 141–151. doi:10.1177/108835760101600302. S2CID 145788954.
- Mirenda, P. (2003). “Toward Functional Augmentative and Alternative Communication for Students With Autism: Manual Signs, Graphic Symbols, and Voice Output Communication Aids”. 《Language, Speech, and Hearing Services in Schools》 34 (3): 203–216. doi:10.1044/0161-1461(2003/017). PMID 27764322.
- Mirenda, P. (2009). 〈Introduction to AAC for Individuals with Autism Spectrum Disorders〉.   Mirenda, P.; Iacono, T. 《Autism Spectrum Disorders and AAC》. Paul H Brookes Pub Co. 5–9쪽. ISBN 978-1-55766-953-7.
- Newell, Alan F. (2011). 《Design and the Digital Divide: Insights from 40 Years in Computer Support for Older and Disabled People》. Morgan & Claypool Publishers. ISBN 978-1-60845-740-3.
- Ogletree, B. T.; Harn, W. E. (2001). “Augmentative and alternative communication for persons with autism: History, Issues, and Unanswered Questions” (PDF). 《Focus on Autism and Other Developmental Disabilities》 16 (3): 138–140. doi:10.1177/108835760101600301. S2CID 144618680. 2011년 9월 28일에 원본 문서 (PDF)에서 보존된 문서.
- Parette, H. P.; Angelo, D. H. (1996). “Augmentative and alternative communication impact on families: Trends and future directions”. 《The Journal of Special Education》 30 (2): 77–98. doi:10.1177/002246699603000105. S2CID 145354415.
- Parette, H. P.; Brotherson, M. J. (1996). “Family participation in assistive technology assessment for young children with disabilities”. 《Education and Training in Mental Retardation and Developmental Disabilities》 31: 29–43.
- Parette, H. P.; Brotherson, M. J; Huer, M. B. (2000). “Giving families a voice in augmentative and alternative communication decision-making”. 《Education and Training in Mental Retardation and Developmental Disabilities》 35: 177–190.
- Parette, H. P.; McMahan, G. A. (2002). “Team sensitivity to family goals for and expectations of assistive technology”. 《Teaching Exceptional Children》 35: 56–61. doi:10.1177/004005990203500108. S2CID 140524792.
- Patel, Rupal; Radhakrishnan, Rajiv Helen (2007). “Enhancing Access to Situational Vocabulary by Leveraging Geographic Context” (PDF). 《Assistive Technology Outcomes and Benefits》 7 (1): 99–114. 2012년 4월 25일에 원본 문서 (PDF)에서 보존된 문서.
- Pennington, L.; McConachie, H. (2001). “Predicting patterns of Interaction between Children with Cerebral Palsy and their Mothers”. 《Developmental Medicine & Child Neurology》 43 (2): 83–90. doi:10.1017/S0012162201000147. PMID 11221909.
- Preston, D.; Carter, M. (2009). “A review of the efficacy of the Picture Exchange Communication System intervention”. 《J Autism Dev Disord》 39 (10): 1471–1486. doi:10.1007/s10803-009-0763-y. PMID 19495952. S2CID 25586412.
- Reddington, J.; Tintarev, N. (2011). 〈Automatically generating stories from sensor data〉. 《Proceedings of the 15th international conference on Intelligent user interfaces - IUI '11》. 407쪽. doi:10.1145/1943403.1943477. ISBN 9781450304191. S2CID 10394365.
- Robitaille, S. (2010). 《The Illustrated Guide to Assistive Technology and Devices: Tools and Gadgets for Living Independently》. Demos Medical Publishing. 153–154쪽. ISBN 978-1-932603-80-4. 2011년 8월 14일에 확인함.
- Schlosser, R. W. (2003). 《The Efficacy of Augmentative and Alternative Communication: Toward Evidence-Based Practice》. San Diego: Academic Press. ISBN 978-0-12-625667-3.
- Schlosser, R. W. (2003). 〈Outcomes Measurement in AAC〉.   Light, J. C. 《Communicative competence for individuals who use AAC: from research to effective practice》. Beukelman, D. R. and Reichle, J. Brookes Pub. Co. 479–513쪽. ISBN 978-1-55766-639-0.
- Schlosser, Ralf W.; Blischak, Dorothy M.; Koul, Rajinder K. (2003). 〈Roles of Speech Output in AAC〉.   R. W. Schlosser. 《The efficacy of augmentative and alternative communication: towards evidence-based practice》. San Diego: Academic. 472–532쪽. ISBN 978-0-12-625667-3.
- Schlosser, R. W.; Lloyd, L. L. (2003). 〈Chapter, 16: Effects of AAC on Natural Speech Development〉.   Schlosser, R. W. 《The Efficacy of Augmentative and Alternative Communication: Toward Evidence-Based Practice》. USA: Academic Press. ISBN 978-0-12-625667-3.
- Schlosser, R. W.; Wendt, O. (2008). “Effects of augmentative and alternative communication intervention on speech production in children with autism: a systematic review”. 《American Journal of Speech-Language Pathology》 17 (3): 212–230. doi:10.1044/1058-0360(2008/021). PMID 18663107.
- Scott, J. (1998). 〈Chapter 2: Low Tech methods of Augmentative Communication〉.   Wilson, Allan. 《Augmentative Communication in Practice: An Introduction》. University of Edinburgh. ISBN 978-1-898042-15-0. 2015년 7월 8일에 원본 문서에서 보존된 문서. 2011년 7월 22일에 확인함.
- Shepherd, T. A.; Campbell, K. A.; Renzoni, A. M.; Sloan, N. (2009). “Reliability of Speech Generating Devices: A 5-Year Review”. 《Augmentative and Alternative Communication》 25 (3): 145–153. doi:10.1080/07434610902996104. PMID 19544105. S2CID 37463094.
- Silverman, F. H. (1995). 《Communication for the speechless》. Allyn and Bacon. ISBN 978-0-13-184870-2. 2011년 7월 23일에 확인함.
- Smith, M. M.; Connolly, I. (2008). “Roles of aided communication: Perspectives of adults who use AAC”. 《Disability & Rehabilitation: Assistive Technology》 3 (5): 260–73. doi:10.1080/17483100802338499. PMID 19031212. S2CID 22596812.
- Soderholm, S.; Meinander, A. (2001). “Augmentative and alternative communication methods in locked-in syndrome”. 《Journal of Rehabilitation Medicine》 33 (5): 235–239. doi:10.1080/165019701750419644. PMID 11585156.
- Son, S. H.; Sigafoos, J.; o’Reilly, M.; Lancioni, G. E. (2006). “Comparing two types of augmentative and alternative communication systems for children with autism”. 《Developmental Neurorehabilitation》 9 (4): 389–395. doi:10.1080/13638490500519984. PMID 17111565. S2CID 17869426.
- Stern, S. E. (2008). “Computer-Synthesized Speech and Perceptions of the Social Influence of Disabled Users”. 《Journal of Language and Social Psychology》 27 (3): 254–265. doi:10.1177/0261927X08318035. S2CID 143812744.
- Sturm, J. M.; Spacorica, S. A.; Cunningham, J. W.; Cali, K. S.; Staples, A.; Erikson, K.; Yoder, D. E.; Koppehhaver, D. (2006). “What happens to reading between first and third grade? Implications for students who use AAC”. 《Augmentative and Alternative Communication》 22 (1): 21–36. doi:10.1080/07434610500243826. PMID 17114156. S2CID 21443359.
- Sturm, J. M.; Clendon, S. A. (2004). “Augmentative and alternative communication, language, and literacy: Fostering the relationship”. 《Topics in Language Disorders》 24 (1): 76–91. doi:10.1097/00011363-200401000-00008. S2CID 143593150.
- Sutton, A.; Soto, G.; Blockberger, S. (2002). “Grammatical issues in graphic symbol communication”. 《Augmentative and Alternative Communication》 18 (3): 192. doi:10.1080/07434610212331281271. S2CID 60964535.
- Teasell, Robert; Foley; Doherty; Finestone (2002). “Clinical Characteristics of Patients with Brainstem strokes Admitted to a Rehabilitation Unit”. 《Archives of Physical Medicine and Rehabilitation》 83 (7): 1013–1016. doi:10.1053/apmr.2002.33102. PMID 12098164.
- Theodoros, D. G.; Murdoch, B. E.; Goozée, J. V. (2001). 〈Dysarthria Following Traumatic Brain Injury: Incidence, Recovery, and Perceptual Features〉.   Murdoch, B. E.; Theodoros, D. G. 《Traumatic Brain Injury: Associated Speech, Language, and Swallowing Disorders》. Cengage Learning. ISBN 978-0-7693-0017-7.
- Tjaden, K. (2008). “Speech and swallowing disorders in Parkinson's disease”. 《Topics in Geriatric Rehabilitation》 24 (2): 115–126. doi:10.1097/01.TGR.0000318899.87690.44. PMC 2784698. PMID 19946386.
- Treviranus, J.; Roberts, Vera (2003년 6월 15일). 〈Supporting Competent Motor Control of AAC Systems〉.   Light, J. C. 《Communicative competence for individuals who use AAC: from research to effective practice》. Beukelman, D. R. and Reichle, J. Brookes Pub. Co. ISBN 978-1-55766-639-0.
- Turnbull, A. P.; Turnbull, H. R. (2001). “Self-determination for individuals with significant cognitive disabilities and their families” (PDF). 《The Journal of the Association for Persons with Severe Handicaps》 26: 56–62. doi:10.2511/rpsd.26.1.56. hdl:1808/8646. S2CID 145608722.
- University of Washington, Rate Enhancement. Augmentative and Alternative Communication at the University of Washington, Seattle. Retrieved on March 19, 2009.
- Utley, B. L. (2002). 〈Visual assessment: Considerations for the design of AAC systems〉.   Reichle, J.; Beukelman, D.; Light, J. 《Exemplary strategies for beginning communicators:implications for AAC》. Baltimore: Brookes. 353–391쪽.
- Vanderheiden, G. C. (2002). “A journey through early augmentative communication and computer access”. 《Journal of Rehabilitation Research and Development》 39 (6 Suppl): 39–53. PMID 17642032. 2011년 10월 1일에 원본 문서에서 보존된 문서. 2022년 5월 31일에 확인함.
- Venkatagiri, H. (1995). “Techniques for Enhancing Communication Productivity in AAC: A Review of Research”. 《American Journal of Speech-Language Pathology》 4 (4): 36–45. doi:10.1044/1058-0360.0404.36. 2011년 10월 2일에 원본 문서에서 보존된 문서. 2011년 7월 14일에 확인함.
- Walling, L. L. (1995). 〈Developmental disabilities; lifelong, severe and alterable〉.   Walling, L. L.; Irwin, M. M. 《Information services for people with developmental disabilities: the library manager's handbook》. Greenwood Publishing Group. 1–36쪽. ISBN 978-0-313-28780-0.
- Wehmeyer, M. L.; Palmer, S. B. (2000). “Promoting the acquisition and development of self-determination in young children with disabilities”. 《Early Education and Development》 11 (4): 456–481. doi:10.1207/s15566935eed1104_6. S2CID 143957358.
- Weitz, C.; Dexter, M.; Moore, J. (1997). 〈AAC and children with developmental disabilities〉.   Glennen, S.; DeCoste, D. C. 《Handbook Of Augmentative And Alternative Communication》. San Diego: Singular Publishing Group. ISBN 978-1-56593-684-3.
- Wilkinson, K. M.; Hennig, S. (2007). “The state of research and practice in augmentative and alternative communication for children with developmental/intellectual disabilities”. 《Mental Retardation and Developmental Disabilities Research Reviews》 13 (1): 58–69. CiteSeerX 10.1.1.512.718. doi:10.1002/mrdd.20133. PMID 17326111.
- Wilkinson, K. M.; McIlvane, W. J. (2002). 〈Considerations in teaching graphic symbols to beginning communicators〉.   Reichle, J.; Beukelman, D.; Light, J. 《Exemplary strategies for beginning communicators: implications for AAC》. Baltimore: Brookes. 274–322쪽.
- Williams, G. (2002). 〈Augmentative and Alternative Communication〉.   Abudarham, S.; Hurd, A. 《Management of communication needs in people with learning disability》. Whurr. ISBN 978-1-86156-208-1.
- Zangari, C.; Lloyd, L.; Vicker, B. (1994). “Augmentative and alternative communication: An historic perspective”. 《Augmentative and Alternative Communication》 10 (1): 27–59. doi:10.1080/07434619412331276740.